# Muł sapropelowy
Muł sapropelowy, muł jeziorny, muł gnilny – muł charakterystyczny dla wód eutroficznych o zabarwieniu ciemnoszarym lub czarnym, bogaty w substancję organiczną rozkładaną przez drobnoustroje. Powstały w wyniku sedymentacji rozłożonych z udziałem saprobiontów szczątków organicznych przy niedostatku tlenu. Kolor mułu pochodzi od koloidalnych siarczków żelaza.